# Awangard Kursk
Awangard Kursk (ros. Футбольный Клуб «Авангард» Курск, Futbolnyj Kłub "Awangard" Kursk) – rosyjski klub piłkarski z siedzibą w Kursku.

## Historia
Chronologia nazw:
- ...—1945: Dinamo Kursk (ros. «Динамо» Курск)
- 1946—1957: Spartak Kursk (ros. «Спартак» Курск)
- 1958—1966: Trudowyje Riezierwy Kursk (ros. «Трудовые резервы» Курск)
- 1966: Trud Kursk (ros. «Труд» Курск)
- 1967—1973: Trudowyje Riezierwy Kursk (ros. «Трудовые резервы» Курск)
- 1973—...: Awangard Kursk (ros. «Авангард» Курск)

Piłkarska drużyna Trudowyje Riezierwy została założona w 1958 w mieście Kursk, chociaż wcześniej miasto reprezentowała drużyna najpierw Dinamo Kursk (w 1937 i 1938 w Pucharze ZSRR), a potem Spartak Kursk (w 1946 w Trzeciej Grupie).
W 1958 zespół debiutował w Klasie B, grupie 1 Mistrzostw ZSRR, w której występował 5 sezonów. Następnie spadł do Drugiej Ligi, w której występował do 1989, z wyjątkiem 1970, kiedy to zmagał się w niższej lidze.
Od 1973 klub nazywał się Awangard Kursk.
W 1990 i 1991 występował w Drugiej Niższej Lidze.
W Mistrzostwach Rosji klub startował w Drugiej Lidze, w której występował dwa sezony, a od 1994 występował w Trzeciej Lidze.
W 1995 klub zajął pierwsze miejsce w Trzeciej lidze i zdobył awans do Drugiej Ligi. W 2004 zajął drugie miejsce w swojej grupie i awansował do Pierwszej Dywizji, w której występował trzy sezony.
Obecnie klub gra w Pierwyj diwizion.

## Sukcesy
- 4. miejsce w Klasie B ZSRR: 1961
- 1/16 finału w Pucharze ZSRR: 1961
- 10. miejsce w Rosyjskiej Pierwszej Dywizji: 2006
- finał Pucharu Rosji: 2018

## Znani piłkarze
- / Andrij Anenkow
- / Albert Borzienkow
- / Vladimir Cosse
- / Walerij Jesipow
- Siergiej Korowuszkin
- Oleg Shishkin